# Pierre Philippe Denfert-Rochereau

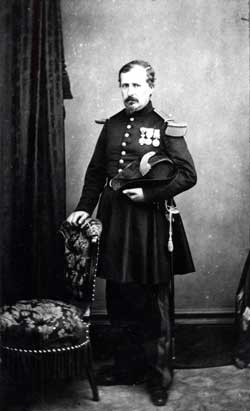
Denfert-Rochereau arcképe

Pierre Philippe Denfert-Rochereau (teljes nevén: Pierre Marie Philippe Aristide Denfert-Rochereau)
(St. Maixent, 1823. január 11. - Versailles, 1878. május 11.) francia katonatiszt.

## Életpályája
Belfort védelme által vált nevezetessé. Már a keleti háború kitörésekor százados volt és Szebasztopol ostrománál súlyosan megsebesült, majd Metzben dolgozott tanárként. 1860-ban Algériába helyezték át, ahol 1864-ben zászlóaljparancsnok lett. 1864-ben a belforti vár műszaki parancsnokaként alezredessé, majd 1870 október 17-én ezredessé nevezték ki. Az ő parancsnoksága alatt alig 16 000 fő védte a várost, ahol a porosz sereg 40 000 fővel akart áttörni. A város 103 napon át állta az ostromot, noha naponta 5000 nehézlövedéket lőttek ki rá. Bár a porosz-francia háború már régen véget ért és megkötötték a Franciaország számára  megalázó fegyverszünetet, ám Denfer-Rochereau csak azután (1871. február 16-án) adta fel a várat, hogy Thiers ideiglenes kormánya részéről Jules Favre utasította erre. Denfert-Rochereau ellenállásának eredményeképpen a terület önálló státuszt kapott, s Elzász-Lotaringiával ellentétben nem került német birtokba.
1871. február 8-án képviselővé választották, de mikor a nemzetgyűlés a béke-feltételeket megszavazta, mandátumát letette. 1871. július 2-án újra megválasztották, valamint 1877 októberében is, és ekkor a köztársasági párthoz csatlakozott.

## Munkája
Des droits politiques des militaires (Párizs, 1874).

## Emlékezete
- Halála után a belforti Bellevue erősségen nevét megörökítették s Montbéliardban 1879 szept. 21., St. Maixentban 1880 máj. 16. emléket állítottak neki. V. ö. Marais, Un Français: Le colonel D. (Páris 1885).
- Nevét viseli a Denfert-Rochereau metróállomás Párizsban.